# Miss Giamaica
Miss Universo Giamaica e Miss Mondo Giamaica sono due concorsi di bellezza femminili che si tengono annualmente per selezionare la rappresentante giamaicana rispettivamente per Miss Universo e per Miss Mondo.

## Albo d'oro

### Miss Universo Giamaica
| Anno | Vincitrice      |
| ---- | --------------- |
| 2012 | Chantal Zaky    |
| 2011 | Shakira Martin  |
| 2010 | Yendi Phillipps |
| 2009 | Carolyn Yapp    |
| 2008 | April Jackson   |
| 2007 | Zahra Redwood   |
| 2006 | Cindy Wright    |
| 2005 | Raquel Wright   |
| 2004 | Christine Straw |

### Miss Mondo Giamaica
| Anno  | Nome                           |
| ----- | ------------------------------ |
| 1976  | Cindy Breakspeare (Vincitrice) |
| 1977  | Sandra Kong                    |
| 1978  | Joan Mcdonald                  |
| 1979  | Debbie Campbell                |
| 1980  | Michelle Harris                |
| 1981  | Sandra Cunningham              |
| 1982  | Cornelia Parchment             |
| 1983  | Cathy Levy                     |
| 1984  | Jacqueline Crichton            |
| 1985  | Allison Barnett                |
| 1986  | Lisa Mahfood                   |
| 1987  | Janice Wittingham              |
| 1988  | Andrea Haynes                  |
| 1989  | Natasha Marcanik               |
| 1990  | Erica Aquart                   |
| 1991  | Sandra Foster                  |
| 1992  | Julie Bradford                 |
| '1993 | Lisa Hanna (Vincitrice)        |
| 1994  | Johanna Ulett                  |
| 1995  | Imani Duncan                   |
| 1996  | Selena Delgado                 |
| 1997  | Michelle Moodie                |
| 1998  | Christine Straw                |
| 1999  | Desiree Depass                 |
| 2000  | Ayesha Richards                |
| 2001  | Regina Beavers                 |
| 2002  | Danielle O'Hayon               |
| 2003  | Jade Fulford                   |
| 2004  | Tonoya Toyloy                  |
| 2005  | Terri-Karelle Griffith         |
| 2006  | Sara Lawrence                  |
| 2007  | Yendi Phillipps                |
| 2008  | Brittany Lyons                 |
| 2009  | Kerrie Baylis                  |